# CS Afumați
Clubul Sportiv Afumați, cunoscut sub numele de CS Afumați, sau pe scurt Afumați, este un club de fotbal profesionist din Afumați, Ilfov, care evoluează în prezent în Liga a II-a.
Cea mai bună performanță în Cupa României este accesul în faza grupelor în sezonul 2024–2025.

## Istorie
Clubul ilfovean a fost fondat în anul 1996 și a jucat în Liga a IV-a până în 2011. 
În Liga a III-a, CS Afumați a terminat sezoane la rând în primele cinci echipe, ratând constant promovarea în divizia secundă. Aceasta a venit însă în sezonul 2015-2016 după un meci dramatic în ultima etapă cu CS Ștefănești. Orice alt rezultat în afară de victorie i-ar fi urcat pe primul loc pe cei de la SCM Pitești. CS Afumați a condus cu scorul de 2-0 încă din minutul 9, egalarea venind în minutul 90+3, dar golul adversarilor a fost anulat pe motiv de ofsaid.
CS Afumați a debutat în Liga a II-a cu o victorie pe teren propriu, 16-0 cu Șoimii Pâncota. Pe 27 octombrie 2016, s-a produs surpriza în șaisprezecimile Cupei României: ilfovenii au învins pe teren propriu cu 1–0 pe FC Botoșani, ocupanta locului 4 din Liga I, și s-a calificat în optimile de finală ale competiției, unde a fost eliminată de altă prim-divizionară, ACS Poli Timișoara. Performanța a fost egalată în sezonul următor, când CS Afumați a învins divizionara secundă UTA în șaisprezecimi, pentru a fi eliminată de CS U Craiova în optimi.

## Suporteri
În anul 2023, echipa de fotbal CS Afumați a avut parte pentru prima oară în istoria sa de suporteri organizați. Aceștia au venit pentru prima dată la meciul CS Afumați - Concordia Chiajna (0-1) din Cupa României. De atunci, echipa s-a bucurat de fondul sonor creat de suporterii săi, organizați într-o brigadă de suporteri denumită Youth Boys 2023. Emulația din tribune s-a reflectat și pe teren, CS Afumați reușind să câștige Seria 3 a Ligii a III-a, iar mai apoi promovarea s-a concretizat în urma barajului cu CS Dinamo București (3-0 la general), readucând echipa ilfoveană înapoi în eșalonul secund, după o pauză de 6 ani. 

## Palmares
Liga a II-a
- Prezențe  (3): - 2016-2017 , 2017-2018 , 2024-2025

Liga a III-a
- Câștigătoare (6):  2015-2016, 2020-2021, 2021-2022, 2022-2023,  2023-2024
- Locul 2 (2): 2011-2012, 2014-2015

- Liga a IV-a Ilfov
  - Câștigătoare (1): 2010-2011

Cupa României
- Optimi/Grupe (3): - 2016-2017 , 2017-2018 , 2024-2025

## Lotul actual
La 3 iunie 2025.
| Nr. |         | Poziție | Jucător              |
| --- | ------- | ------- | -------------------- |
|     | România | F       | Gabriel Dănuleasa⁠(d) |
|     | România | M       | Valentin Dumitrache  |
|     | România | M       | Andrei Neagoe        |

| Nr. |         | Poziție | Jucător        |
| --- | ------- | ------- | -------------- |
|     | România | M       | Ionuț Zaina⁠(d) |
|     | România | M       | Răzvan Avram   |

## Parcursul competițional
| Sezon   | Nivel | Divizie                      | Loc      | Cupa României |
| ------- | ----- | ---------------------------- | -------- | ------------- |
| 2024–25 | 2     | Liga a II-a                  | 14       | Faza grupelor |
| 2023–24 | 3     | Liga a III-a (Seria a III-a) | 1 (C, P) |               |
| 2022–23 | 3     | Liga a III-a (Seria a III-a) | 1 (C)    |               |
| 2021–22 | 3     | Liga a III-a (Seria a III-a) | 1 (C)    |               |
| 2020–21 | 3     | Liga a III-a (Seria a III-a) | 1 (C)    |               |
| 2019–20 | 3     | Liga a III-a (Seria a II-a)  | 3        |               |
| 2018–19 | 3     | Liga a III-a (Seria a II-a)  | 2        |               |

| Sezon   | Nivel | Divizie                      | Loc      | Cupa României |
| ------- | ----- | ---------------------------- | -------- | ------------- |
| 2017–18 | 2     | Liga a II-a                  | 5 (R)    | Optimi        |
| 2016–17 | 2     | Liga a II-a                  | 8        | Optimi        |
| 2015–16 | 3     | Liga a III-a (Seria a III-a) | 1 (C, P) |               |
| 2014–15 | 3     | Liga a III-a (Seria a III-a) | 2        |               |
| 2013–14 | 3     | Liga a III-a (Seria a II-a)  | 4        |               |
| 2012–13 | 3     | Liga a III-a (Seria a III-a) | 8        |               |
| 2011–12 | 3     | Liga a III-a (Seria a II-a)  | 2        |               |